# Thyrophorella thomensis
Thyrophorella thomensis е вид коремоного от семейство Thyrophorellidae.

## Разпространение
Видът е разпространен в Сао Томе и Принсипи (Сао Томе).